# カンポ・ホルダンの戦い
カンポ・ホルダンの戦い（カンポ・ホルダンのたたかい、スペイン語: Batalla de Campo Jordán）はチャコ戦争中の1933年2月、ボリビア軍とパラグアイ軍の間の戦闘。ボリビアが勝利して、パラグアイ軍がゴンドラ（Gondra）に撤退した結果、パラグアイはアリウアタ（Alihuatá）とサアベドラ（Saavedra）＝アリウアタ間の補給路を失った。